# Carlazzo
Carlazzo (Carlasc in dialetto comasco, pronuncia AFI: /karˈlaʃ/) è un comune italiano di 3 179 abitanti della provincia di Como in Lombardia. È sito in Val Menaggio.

## Origini del nome
Il toponimo dialettale Carlaç, poi italianizzato in Carlazzo parrebbe derivare dal latino medievale castellaceum, derivato da castrum ("castello"), con la "s" mutata in "r" per un fenomeno di dissimilazione. Nello specifico, il nome deriverebbe da una torre di segnalazione chiamata Castrum ratii. Buona prova dell'origine per dissimilazione da castrum è l'esistenza della frazione Castello, che effettivamente ospita i resti di una fortificazione, e dalla estesa presenza del cognome Castelli nella zona.
L'antica leggenda locale che farebbe risalire il nome Carlaç a un individuo di nome Carlo non ha fondamento linguistico alcuno.

## Storia
Carlazzo fu per secoli un comune della pieve di Porlezza, all'interno della Riviera di Lecco del Ducato di Milano.
Al tempo in cui Carlazzo, Gottro e Piano Porlezza erano soggetti al pagamento di decime a favore del Capitolo della Chiesa prepositurale di San Vittore, l'insieme di queste tre località era localmente noto come "Lania".
Dal 1757 il territorio di Carlazzo si estese alla comunità di Castello, che fino ad allora costituiva un comune autonomo.
Sempre appartenente alla stessa pieve, il comune di Carlazzo fu inserito per la prima volta nella provincia di Como nel 1786 a titolo provvisorio. Spostato nella provincia di Milano cinque anni più tardì, Carlazzo tornò alle dipendenze amministrative di Como con Napoleone Bonaparte, nel 1801.
Tra 1807 e il 1812, due decreti di riorganizzazione amministrativa del Regno d'Italia napoleonico sancirono rispettivamente l'annessione a Carlazzo dei comuni di Gottro e di Piano (1807), così come di quello di Cusino (1812). In seguito, la Restaurazione comportò l'abrogazione delle aggregazioni comunali, pur tuttavia mantenendo il ricostituito comune di Carlazzo con Castello alle dipendenze del capoluogo lariano, dapprima nel distretto VI di Porlezza e in seguito, con l'attivazione delle province del Regno lombardo-veneto, nella provincia di Como.
Il primo Consiglio comunale fu eletto nel 1821. Al comune era aggregata la frazione di San Pietro Sovera con una propria individualità datale dalla sua separata parrocchia.
Il comune cambiò nome in Carlazzo Valsolda nel 1861, e tornò alla denominazione originale nel 1928 quando annesse Gottro e Piano Porlezza riproponendo l'analogo provvedimento già emanato ai tempi di Napoleone ma poi annullato dagli austriaci.

### Simboli
Lo stemma, privo di concessione ufficiale, è liberamente adottato dal Comune.
Si tratta di un'arma alludente: lo sfondo è la rappresentazione geografica della posizione di Carlazzo: i due specchi d'acqua sono il lago di Piano e il lago di Lugano, che bagnano il paese. La rosa dei venti simboleggia le frazioni di San Pietro Sovera, Piano di Porlezza, Grotto e Carlazzo centro. Le foglie di quercia sono legate da un nastro rosso con la data 1928 in numeri romani, anno di creazione del comune nato con l'annessione di Gottro e Piano di Porlezza.

## Monumenti e luoghi d'interesse

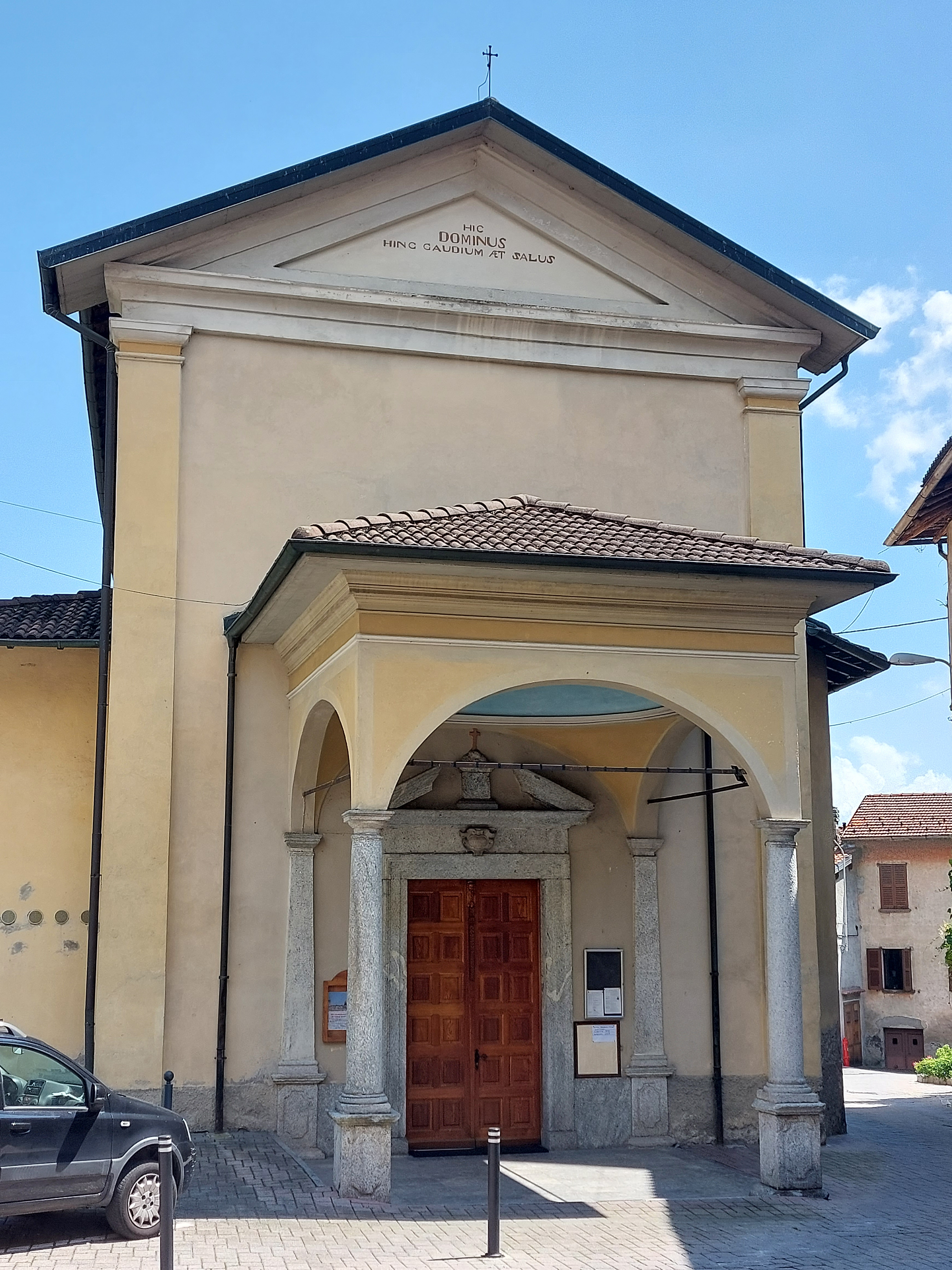
Chiesa dei SS. Giacomo e Fedele

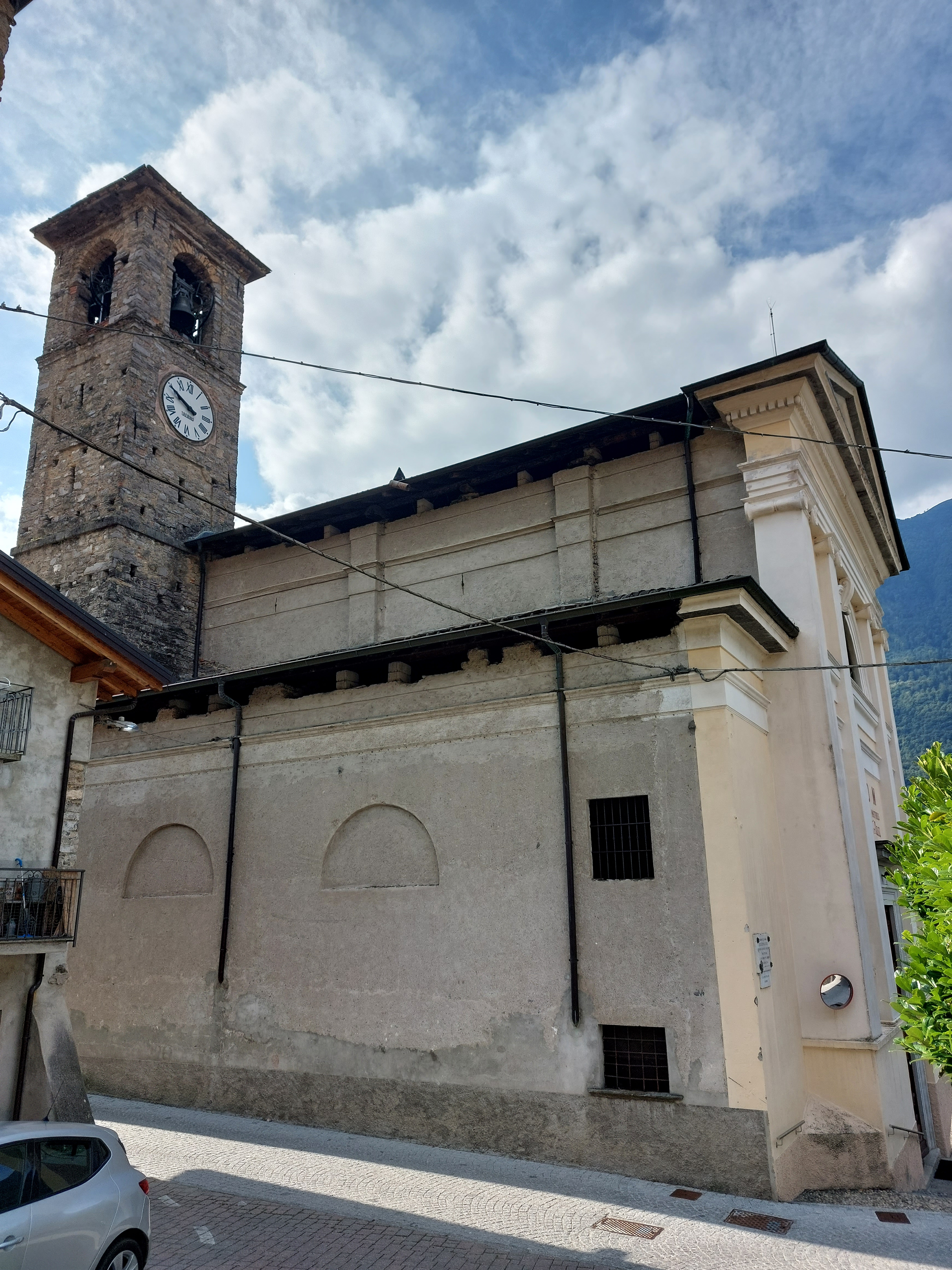
Chiesa dei SS. Nazaro e Celso

### Architetture religiose
- La chiesa dei Santi Giacomo e Fedele,[18] attestata all'interno della pieve di Porlezza dal XIII secolo, fu elevata a parrocchiale nel 1613.[19] Alle dipendenze della parrocchia retta dalla chiesa dei Santi Giacomo e Fedele soggiace l'oratorio di Sant'Antonio[20], attestato già nel 1751, durante la visita pastorale dell'arcivescovo Giuseppe Pozzobonelli alla pieve.[19] Internamente, ospita un affresco del XVI secolo e altri dipinti del XVIII secolo.[21]
- Nella frazione di San Pietro Sovera si trova la chiesa dei Santi Pietro e Paolo Apostoli[22], alle dipendenze della pieve di Porlezza già nel XIII secolo ed eretta a sede parrocchiale tra il 1640 e il 1641[10].[23]

#### A Piano Porlezza
- Nella frazione di Piano si trova la chiesa dei Santi Nazaro e Celso[24], dal 17 novembre 1635 sede dell'omonima parrocchia[25] la cui istituzione era stata autorizzata da Federico Borromeo nel 1606[10].
- A Piano Porlezza si trova anche l'oratorio di Sant'Agata[26], attestato già durante la visita pastorale dell'arcivescovo Pozzobonelli alla pieve di Porlezza del 1751.[25]

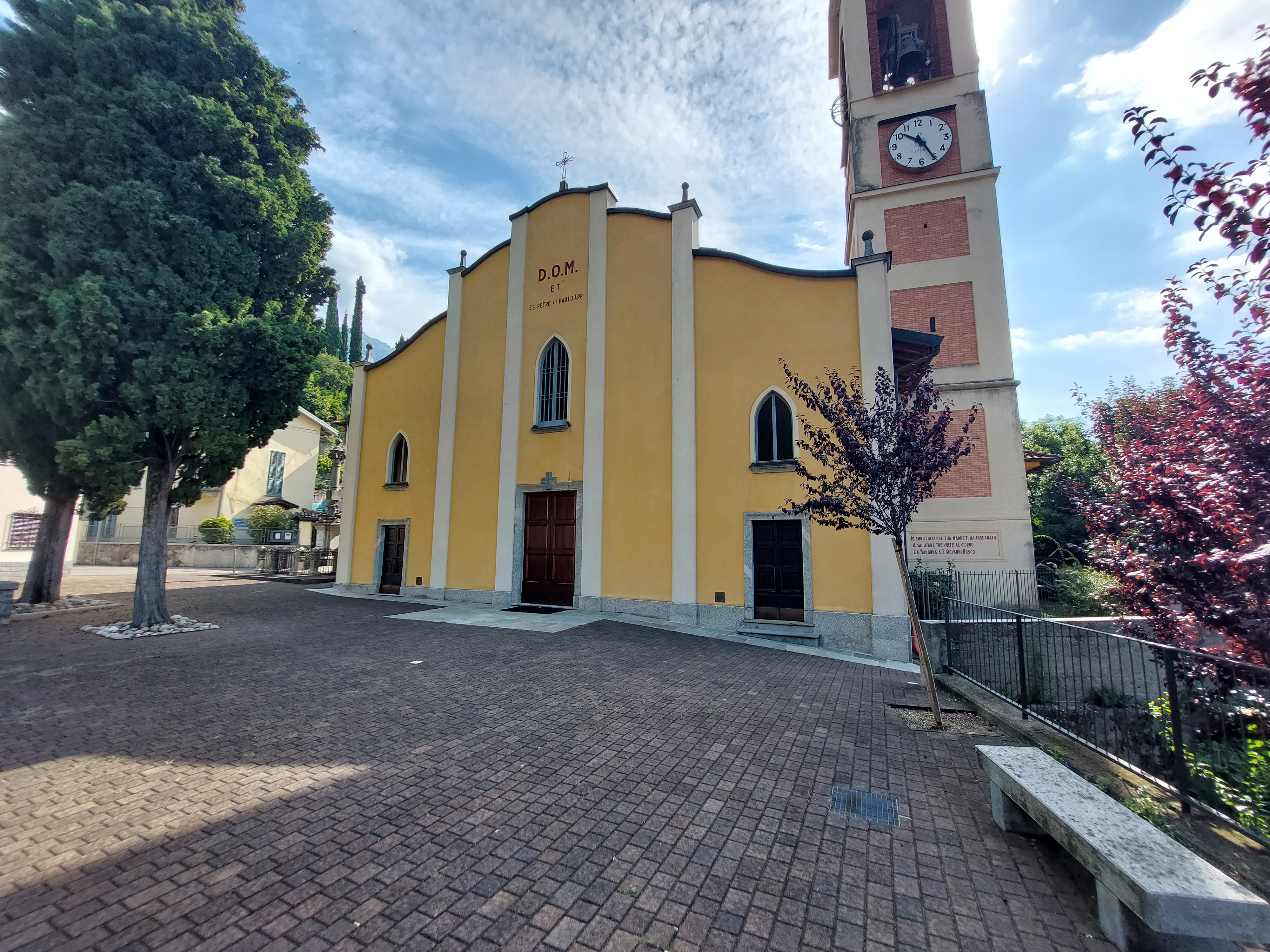
Chiesa dei SS. Pietro e Paolo

#### A Gottro

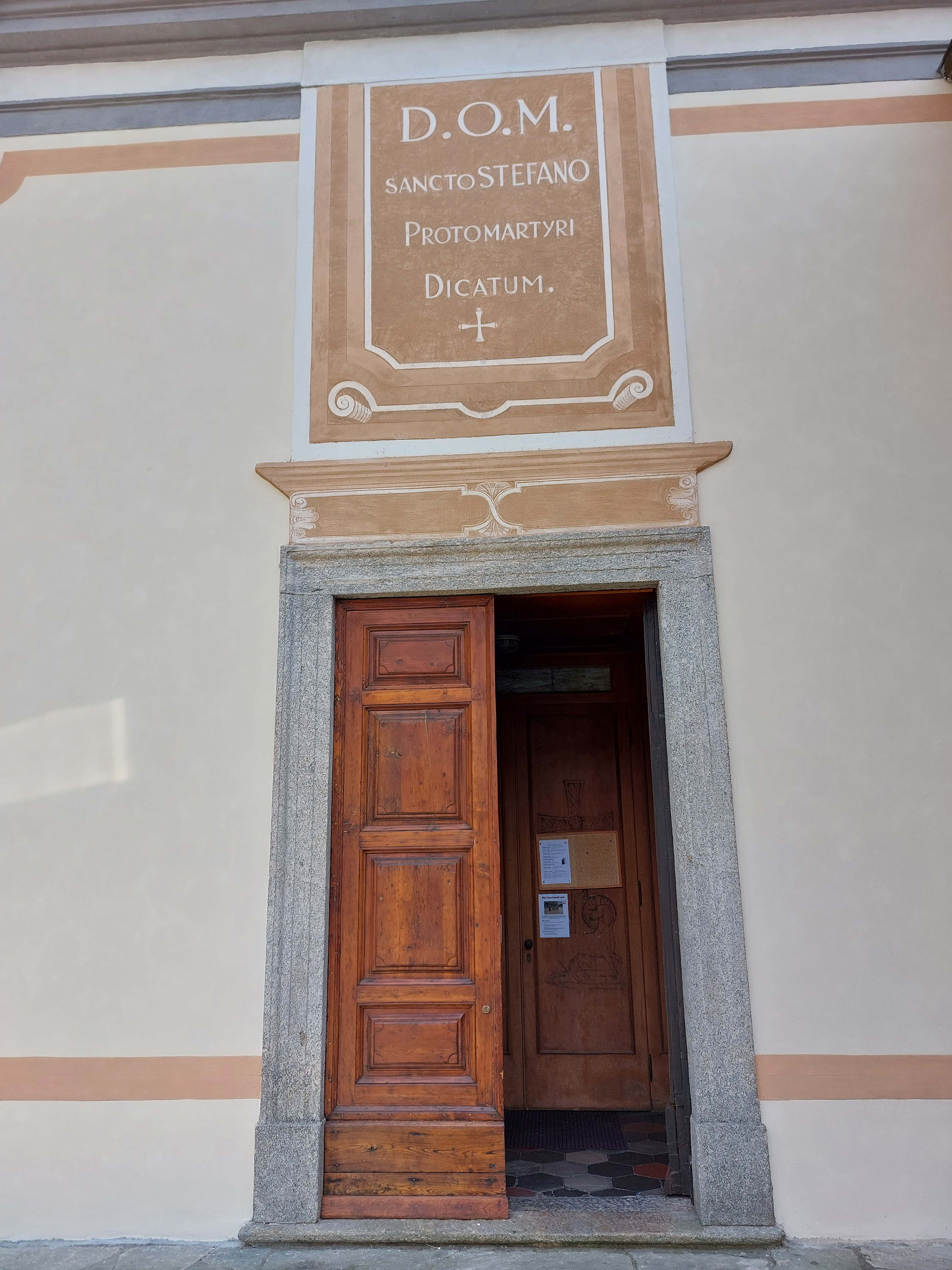
Ingresso della chiesa di S. Stefano

- Chiesa di Santo Stefano Protomartire[27], dal 23 giugno 1735 sede dell'omonima parrocchia creata tramite separazione dalla chiesa matrice di Porlezza,[28] di cui dal 1638 costituiva una coadiutoria titolare[10].
- Chiesa romanica di San Giorgio[29], risalente al XII secolo ma rimaneggiata nel corso dei secoli[30].
- Chiesa di Santa Maria Assunta ai Monti

#### Altro
- Chiesa di San Rocco
- Chiesa di Sant'Agata
- Chiesa di Sant'Antonio

### Architetture civili e militari

#### Castello
In passato, il borgo di Castello comprendeva un sistema di mura, torri e porte che racchiudevano la zona più elevata del paese. Nello specifico, il complesso includeva il Castel San Pietro, situato a 318 m s.l.m. sulla sommità del montecchio del Brione, un promontorio che si getta nel Lago di Piano e il cui nome è probabilmente da attribuire alla somiglianza morfologica con un muscolo bovino chiamato, appunto, "brione". Anticamente, il montecchio costituiva una vera e propria isola all'interno del lago, ragion per cui la fortezza era anche nota come Mont'Isola.
Dell'antica rocca, teatro di scontri durante la Guerra decennale tra Como e Milano, restano oggi solo parti delle mura e di una torre semaforica, nonché resti di alcune abitazioni, tra cui una casatorre provvista di un sottopassaggio. Queste strutture sarebbero databili al VI secolo.
Verso il XV secolo, periodo a cui risale il timpanato portale che introduce complesso, il luogo servì anche come borgo agricolo fortificato.
Nel complesso, arricchito da un palazzo padronale del XVIII secolo noto come Villa Sala, fu inoltre costruito un edificio adibito alla bachicoltura.

#### Ex-pretura
A Gottro si conserva un edificio Cinquecentesco, dotato di pareti esterne affrescate, che fu sede di un'antica pretura.

#### Ponte del Saltone
Alto 136 m, il Ponte del Saltone, situato lungo la strada che porta a Corrido, attraversa una profonda e stretta gola del torrente Cuccio.

#### Ponte Dovia
Una zona pianeggiante a destra del torrente Cuccio ospita la località Ponte Dovia, un piccolo complesso di edifici attraversato dalla vecchia mulattiera che collegava Carlazzo a Cavargna. Il nucleo ospita l'edificio che un tempo era sede di una dogana austro-ungarica (oggi abitazione privata), oltre ai i resti di un forno fusorio, di una fucina con maglio ad acqua e di alcuni magazzini di carbone. La mulattiera e gli edifici ad essa prospicienti fanno parte della cosiddetta "Via del Ferro", un percorso tematico sui siti minerari e siderurgici localizzati sugli antichi tracciati che, attraversando il Motto della Tappa o Cima Verta (2078 m), mettevano in collegamento le valli Cavargna, Albano e Morobbia. Fino al 1911, Ponte Dovia ospitava anche un mulino sul torrente Cuccio, andato distrutto durante un’alluvione.
Poco distanti dal nucleo di Ponte Dovia è possibile osservare un'antica calchera in buono stato di conservazione, nonché un impianto idroelettrico del 1903 ancor'oggi in funzione.

#### Mulino di San Pietro Sovera
A San Pietro Sovera nei pressi del torrente Cuccio, si trova un mulino ad acqua.

### Aree naturali

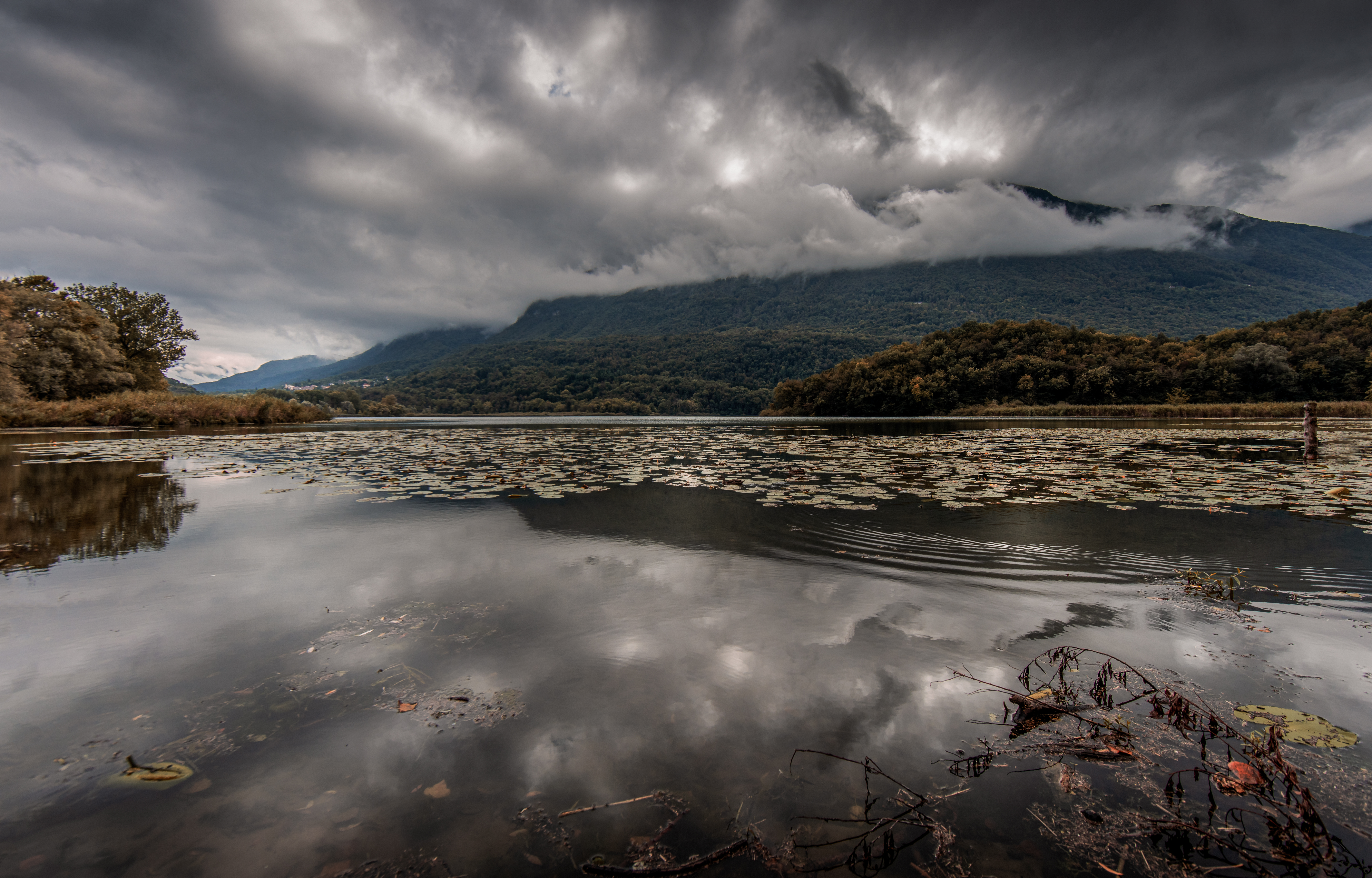
Lago di Piano

- Riserva Naturale Lago di Piano[7]

## Società

### Evoluzione demografica
- 572 nel 1771[12]
- 670 nel 1799[13]
- 880 nel 1805[13]
- 1 161 nel 1809 (dopo l'annessione di Gottro e Piano)[13]
- 1 000 nel 1853[14]
- 1 168 nel 1861[37]
- 1 130 nel 1881[37]
- 1 123 nel 1901[37]
- 1 117 nel 1921[37]

Abitanti censiti

## Cultura
Dal 2002, la sede originaria della Latteria Sociale di Carlazzo ospita il Museo Etnografico del Latte, ove è possibile osservare una collezione di oggetti tradizionalmente utilizzati per raccogliere, conservare e lavorare latte e burro.

## Infrastrutture e trasporti
Le fermate di San Pietro e Piano erano poste rispettivamente nelle località di San Pietro di Sovera e Piano Porlezza, lungo la ferrovia Menaggio-Porlezza, la quale fu in esercizio fra il 1884 e il 1939.

### Annotazioni
1. ↑  Per il dialetto comasco, si utilizza l'ortografia ticinese, introdotta a partire dal 1969 dall'associazione culturale "Famiglia Comasca" nei vocabolari, nei documenti e nella produzione letteraria.

### Fonti
1. 1 2   Bilancio demografico mensile anno 2025 (dati provvisori), su demo.istat.it, ISTAT.
2. ↑   Classificazione sismica (XLS), su rischi.protezionecivile.gov.it.
3. ↑   Tabella dei gradi/giorno dei Comuni italiani raggruppati per Regione e Provincia (PDF), in Legge 26 agosto 1993, n. 412, allegato A, Agenzia nazionale per le nuove tecnologie, l'energia e lo sviluppo economico sostenibile, 1º marzo 2011,  p. 151. URL consultato il 25 aprile 2012 (archiviato dall'url originale il 1º gennaio 2017).
4. 1 2 3 4   Dante Olivieri, Dizionario di toponomastica lombarda, ristampa anastatica, Milano, Lampi di stampa, 2001  [1931],  p. 160.
5. 1 2   Lariontheroad (PDF),  p. 43.
6. 1 2  Borghese, p. 138.
7. 1 2 3 4 5 6 7 8 9 10 11 12   Comune di Carlazzo (CO), su comune.carlazzo.co.it. URL consultato il 14 aprile 2020.
8. 1 2  Belloni et al., pp. 22-23.
9. ↑   Comune di Carlazzo, sec. XIV - 1757, su Istituzioni storiche – Lombardia Beni Culturali. URL consultato il 29 aprile 2020.
10. 1 2 3 4  Frigerio, p. 144.
11. ↑   Comune di Castello, sec. XIV - 1757, su Istituzioni storiche – Lombardia Beni Culturali. URL consultato il 29 aprile 2020.
12. 1 2 3   Comune di Carlazzo, 1757 - 1797, su Istituzioni storiche – Lombardia Beni Culturali. URL consultato il 29 aprile 2020.
13. 1 2 3 4 5   Comune di Carlazzo, 1798 - 1815, su Istituzioni storiche – Lombardia Beni Culturali. URL consultato il 29 aprile 2020.
14. 1 2 3   Comune di Carlazzo, 1816 - 1859, su Istituzioni storiche – Lombardia Beni Culturali. URL consultato il 29 aprile 2020.
15. ↑  Regio decreto n. 827 del 29 marzo 1928.
16. ↑   Stemma comunale, su Comune di Carlazzo. URL consultato il 23 ottobre 2022.
17. ↑   Carlazzo, su Stemmi dei Comuni della Provincia di Como. URL consultato il 23 ottobre 2022.
18. ↑   Chiesa dei SS. Giacomo e Fedele - complesso, Via Roma - Carlazzo (CO), su Architetture – Lombardia Beni Culturali. URL consultato il 14 aprile 2020.
19. 1 2   SIUSA - Parrocchia dei SS. Giacomo e Fedele in Carlazzo [collegamento interrotto], su siusa.archivi.beniculturali.it. URL consultato il 14 aprile 2020.
20. ↑   Chiesa di S. Antonio, Piazza Sant'Antonio - Carlazzo (CO), su Architetture – Lombardia Beni Culturali. URL consultato il 14 aprile 2020.
21. ↑  TCI, p. 324.
22. ↑   Chiesa dei SS. Pietro e Paolo Apostoli - complesso, Via Stazione - Carlazzo (CO), su Architetture – Lombardia Beni Culturali. URL consultato il 14 aprile 2020.
23. ↑   SIUSA - Parrocchia dei Santi Pietro e Paolo in San Pietro Sovera, su siusa.archivi.beniculturali.it. URL consultato il 14 aprile 2020.
24. ↑   Chiesa dei SS. Nazaro e Celso - complesso, Via Regina Elena - Carlazzo (CO), su Architetture – Lombardia Beni Culturali. URL consultato il 14 aprile 2020.
25. 1 2   SIUSA - Parrocchia dei SS. Nazaro e Celso in Piano di Carlazzo [collegamento interrotto], su siusa.archivi.beniculturali.it. URL consultato il 14 aprile 2020.
26. ↑   Chiesa di S. Agata, Via Sant'Agata - Carlazzo (CO), su Architetture – Lombardia Beni Culturali. URL consultato il 14 aprile 2020.
27. ↑   Chiesa di S. Stefano Protomartire - complesso, Via L. M. Travella - Carlazzo (CO), su Architetture – Lombardia Beni Culturali. URL consultato il 14 aprile 2020.
28. ↑   SIUSA - Parrocchia di S. Stefano in Gottro di Carlazzo [collegamento interrotto], su siusa.archivi.beniculturali.it. URL consultato il 14 aprile 2020.
29. ↑   Chiesa di S. Giorgio - complesso, Via per San Giorgio - Carlazzo (CO), su Architetture – Lombardia Beni Culturali. URL consultato il 14 aprile 2020.
30. ↑   RomaniCOMO, su romanicomo.it. URL consultato il 14 aprile 2020 (archiviato dall'url originale il 19 aprile 2015).
31. ↑   Castello di Carlazzo - complesso, Carlazzo (CO), su Architetture – Lombardia Beni Culturali. URL consultato il 14 aprile 2020.
32. ↑   Riserva Naturale Lago di Piano, su riservalagodipiano.eu. URL consultato il 16 aprile 2020 (archiviato dall'url originale il 1º agosto 2020).
33. 1 2  TCI, p. 325.
34. ↑   La Torre, Carlazzo (CO), su Architetture – Lombardia Beni Culturali. URL consultato il 14 aprile 2020.
35. 1 2 3 4 5  Belloni et al., pp. 44-45.
36. ↑  Langè, p. 251.
37. 1 2 3 4   Comune di Carlazzo Valsolda, 1859 - 1928 – Istituzioni storiche – Lombardia Beni Culturali, su lombardiabeniculturali.it. URL consultato il 29 aprile 2020.
38. ↑  Dati tratti da:
  -  Popolazione residente dei comuni. Censimenti dal 1861 al 1991 (PDF), su ebiblio.istat.it, ISTAT.
  -  Popolazione residente per territorio – serie storica, su esploradati.censimentopopolazione.istat.it.
Nota bene: il dato del 2021 si riferisce al dato del censimento permanente al 31 dicembre di quell'anno.